# Maká (langue mataguayo)
Pour les articles homonymes, voir Maka.
Ne doit pas être confondu avec maka (langue bantoue) ou maka (langue tchadique).
Le maká (ou macá) est une langue mataguayo parlée au Paraguay dans le département de Presidente Hayes par 1 000 Maká.